# Овербек, Джулиан Джозеф
Джулиан Джозеф Овербек (англ. Julian Joseph Overbeck; 24 апреля 1821, Клеве, Нижний Рейн — 3 ноября 1905, Лондон) — британский и немецкий православный богослов и духовный писатель, первоначально католик, впоследствии перешедший в лютеранство и затем в православие. Считается основоположником Западного обряда в православии.

## Биография
О его жизни известно очень мало: он женился после своего рукоположёния, перешёл в лютеранство, в 1863 году эмигрировал в Великобританию, где стал преподавателем Королевской военной академии, одновременно изучая англиканство и православие.
В православие перешёл в 1865 году в церкви при российском посольстве в Лондоне. После этого обратился к Святейшему Синоду с просьбой разрешить создание Западного обряда, на что митрополит Филарет первоначально ответил отказом.
В 1867 году издал «Взгляд на католическое православие сравнительно с папством и протестантством» (русские переводчики (Вильно, 1867 год) дали сочинению заглавие «С Востока свет» — Ex oriente lux). В 1868 году — «Православная католическая церковь. Протест против папства и приглашение к основанию католических национальных церквей». В 1869 г. — «Благопромыслительное положение православной России и её призвание к восстановлению православной католической церкви на Западе».
В том же году представил в российский синод проект «православной литургии западного обряда», первоначально предназначенной для новообразовавшейся общины православных в Англии; это, по его мнению, должно было послужить первым шагом к образованию «национальных православных церквей Запада», отличных от церкви восточной лишь обрядами и при полном тожестве в догматическом учении.
В 1869 году Овербек составил петицию к Святейшему Синоду Русской православной церкви с просьбой утвердить проект и позволить совершать Литургию по древней латинской традиции, под этой петицией поставили подписи более 100 человек. Получив в 1870 году предварительное одобрение своего плана со стороны Синода, при его же поддержке Овербек организовал в Британии издание англоязычного миссионерского журнала «The Orthodox Catholic Review» («Православно-кафолическое обозрение»). Анализ журнала показывает, что среди сподвижников Овербека можно выделить троих наиболее ярких и деятельных: Джорджа Шанна, Джона Томаса Секкомба и Афанасия Ричардсона.
В 1876 году обратился за признанием своего плана к другим православным церквям. Проект Овербека не имел успеха, был задержан в Константинопольской Патриархии: Патриарх Иоаким III первоначально выразил ему поддержку, но впоследствии влиятельные иерархи греческой церкви стагнировали процесс признания, в чём Овербек в 1892 году открыто их обвинил.
Другие работы его авторства: «Единственный верный исход для либеральных членов римско-католической церкви» (1870), «Воззвание к клиру и мирянам римско-католикам о восстановлении западной церкви в древней чистоте» (1871), «Бесспорные преимущества православной церкви перед всеми другими» (1882). Все эти сочинения были опубликованы в русском переводе (в «Христианском Чтении» и в «Чтениях общества любителей духовного просвещения»).

## Публикации
на латыни
- S. Ephraemi Syri, Rabulae episcopi Edesseni, Balaei aliorumque opera selecta e codicibus Syriacis manuscriptis in Museo Britannico et Bibliotheca Bodleiana asservatis primus ed. J. Josephus Overbeck. Oxonii: E typographeo Clarendoniano, 1865.

на русском языке
- «Свет с Востока: Взгляд на кафолическое православие сравнительно с папством и протестантством» / пер. Ф. Г. Елеонский и А. П. Демьянович (Вильна, 1867)
- «Благопромыслительное положение православной России и её призвание к восстановлению православной западной кафолической Церкви» // Христианское чтение. — 1869. — № 12. — С. 1056—1075.
- «Благопромыслительное положение православной России и её призвание к восстановлению православной западной кафолической церкви» // Христианское чтение. — 1870. — № 1. — С. 125—187.
- «Единственный верный исход для либеральных членов Римско-Католической Церкви» // Христианское чтение. — 1870. — № 8. — С. 308—334.
- «Единственный верный исход для либеральных членов Римско-Католической Церкви» // Христианское чтение. — 1870. — № 9. — С. 519—550.
- «Единственный верный исход для либеральных членов Римско-Кафолической Церкви. Открытое письмо к графу Д. А. Толстому, г. обер-прокурору Св. Синода и министру народного просвещения» // Христианское чтение. — 1870. — № 11. — С. 809—848.
- «Единственный верный исход для либеральных членов римско-кафолической церкви. Открытое письмо к графу Д. А. Толстому, г. обер-прокурору Св. Синода и министру народного просвещения» // Христианское чтение. — 1870. — № 12. — С. 979—1018.
- «Бесспорные преимущества православной кафолической Церкви пред другими христианскими исповеданиями» // Христианское чтение. — 1882. — № 5-6. — С. 776—798.
- «Бесспорные преимущества православной кафолической Церкви пред другими христианскими исповеданиями» // Христианское чтение. — 1882. — № 7-8. — С. 176—207.
- «Бесспорные преимущества Православной Кафолической Церкви пред другими христианскими исповеданиями» // Христианское чтение. — 1882. — № 9-10. — С. 385—413.
- «Бесспорные преимущества Православной Кафолической Церкви пред другими христианскими исповеданиями» // Христианское чтение. — 1883. — № 1-2. — С. 56-114.
- «Бесспорные преимущества Православной Кафолической Церкви пред другими христианскими исповеданиями» // Христианское чтение. — 1883. — № 3-4. — С. 407—445.

на английском
- Catholic orthodoxy and Anglo-Catholicism, a word about intercommunion between the English and the Orthodox Churches Архивная копия от 17 ноября 2015 на Wayback Machine (1866).
- Liturgia missæ Orthodoxo-catholicæ occidentalis. The liturgy of the Western orthodox-Catholic mass (1871).
- A plain view of the claims of the Orthodox Catholic Church as opposed to all other Christian Denominations (1881).